# Бондареука
Бондареука (рум. Bondareuca) — село у Теленештському районі Молдови. Входить до складу комуни, адміністративним центром якої є село Згердешть.

## Населення
За даними перепису населення 2004 року у селі проживали 4 особи, усі — молдавани.